# Уайльд, Уильям
Сэр Уильям Роберт Уиллс Уайлд (март 1815, Роскоммон, Коннахт — 19 апреля 1876, Ирландия) — ирландский отоларингологофтальмолог и автор важных работ по медицине, археологии и фольклору, в частности, касающихся Ирландии. В браке с Джейн Уальд он был отцом Оскара Уайльда, Вилли Уальда (поэта и журналиста) и умершей в детстве Изолы Франчески; также у него были внебрачные дети — Генри Уилсон (род. в 1838), Эмили (1847) и Мэри (1849) Уайльд. Сэр Уильям признал отцовство, узаконил детей и предоставил им образование, но их воспитывали родственники, а не сам Уильям. Эмили и Мэри умерли в 1871 году во время вечеринки на Хэллоуин, на которой загорелись их платья.
Репутация Уильяма Уайльда пострадала, когда постоянная пациентка и дочь его коллеги Мэри Тревис обвинила врача в соблазнении. Она написала и распространяла памфлет, где герои предполагаемых событий были выведены под другими именами. Последовали суд и публичный скандал.
Похоронен на кладбище на горе Джером.

## Публикации
- Narrative of a Voyage to Madeira, Teneriffe, and Along the Shores of the Mediterranean, 1840.
- The beauties of the Boyne and its tributary the Blackwater, 1849.
- The closing years of Dean Swift's life, 1849.
- The Epidemics of Ireland, 1851.
- Practical observations on aural surgery and the nature and treatment of diseases of the ear, 1853.
- Lough Corrib, its Shores and Islands, first published 1867, republished 2002.
- 'The Early Races of Mankind in Ireland', The Irish Builder, 1874.
- Selected writings of Speranza and William Wilde, edited by Eibhear Walshe, 2020.